# 京田辺市立松井ヶ丘小学校
京田辺市立松井ヶ丘小学校（きょうたなべしりつ まついがおかしょうがっこう）は、京都府京田辺市大住上西野にある公立小学校。
通称は「松小」又は「松井ヶ丘小」。学校の前の道路を挟みJR学研都市線が通っている。

## 概要

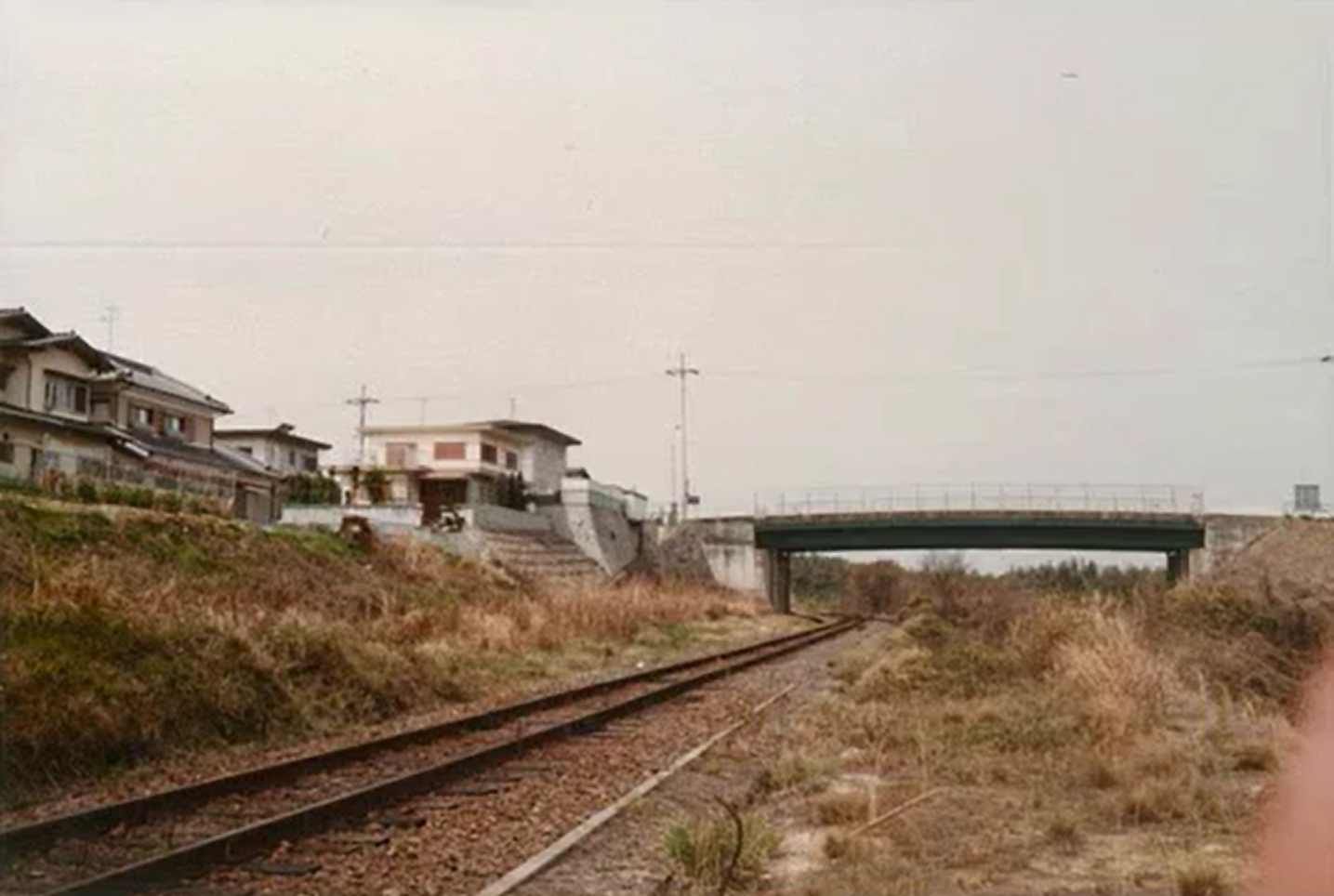
1980年代の学校付近 国鉄片町線

1970年代に松井ヶ丘や大住ヶ丘が戸建て住宅地として街開きしたため、1979年に大住小学校より分離し開校した。
学校の周りは住宅地はなく、野原と林だった。特に裏の林には、毒蛇のマムシがたくさん生息していた。マムシ教育が盛んに行われていた。
高台にあるため、校舎から約25Km先にある京都市内を一望でき、夏には京都の五山送り火を見ることができる。80年代中期の生徒数は330人程度で、校舎は本校舎のみ。1学年2クラス。1クラスの学年もあった。
校区は、松井ヶ丘1丁目、3丁目、4丁目の狭い範囲であった。1989年（平成元年）3月11日 に松井山手駅（当時の仮駅名は松井駅）が開業するまでの最寄りの駅はJR長尾駅だった。当時は、JR長尾駅へ行くバスはなかった。
ハンドボールが盛んで、2003年度の全国ハンドボール大会では男子の部が3位に入賞し、女子の部は準優勝している。

## 沿革
- 1979年（昭和54年）
  - 4月5日 - 大住小学校から分離し、京都府綴喜郡田辺町立松井ヶ丘小学校として開校
  - 8月10日 - プールが完成
- 1980年（昭和55年）2月20日 - 校歌を制定
- 1982年（昭和57年）
  - 10月14日 - 学校給食優良校として文部大臣賞を受賞
  - 12月3日 - 文部大臣賞受賞記念植樹（PTA）
- 1983年（昭和58年）
  - 1月10日 - 京都府学校給食優良校として表彰を受ける
  - 2月19日 - 京都新聞書初展で学校賞を受賞
  - 11月13日 - 創立5周年記念観察池が完成
- 1987年（昭和62年）8月5・6日 - 交通安全子ども自転車全国大会に出場
- 1988年（昭和63年）11月20日 - 創立10周年記念式典記念植樹
- 1990年（平成2年）8月6日 - 生活科ルームを整備
- 1997年（平成9年）4月1日 - 市制施行により、京田辺市立松井ヶ丘小学校に改称。
- 1998年（平成10年）
  - 3月7日 - 特別教室棟完成（図書室、家庭科室、図工室）
  - 4月1日 - 文部省帰国子女教育研究協力校に指定
  - 12月5日 - 創立20周年記念式典　記念植樹
- 1999年（平成11年）2月2日 - 市小学校教育研究会実践発表（国際理解教育）
- 2000年（平成12年）4月1日 - 府社会人講師配置調査研究事業調査研究校指定
- 2001年（平成13年）4月1日 - 市福祉協力校指定
- 2002年（平成14年）
  - 3月14日 - 北校舎が完成
  - 4月1日 - 障害児学級（すみれ学級）開設。少人数授業の導入
- 2003年（平成15年）8月3日 - 全国小学生ハンドボール大会女子の部で準優勝、男子の部で第3位入賞
- 2004年（平成16年）7月30日 - 全国小学生ハンドボール大会男子の部で第3位入賞
- 2005年（平成17年）7月31日 - 全国小学生ハンドボール大会女子の部で優勝
- 2007年（平成19年）4月1日 - 東校舎が完成。特別支援学級（すみれ2組）を開設
- 2009年（平成21年）7月31日 - 全国小学生ハンドボール大会女子の部で第3位入賞
- 2011年（平成23年）7月 - 体育館耐震・改修工事（2012年（平成24年）2月まで）
- 2014年（平成26年）8月3日 - 全国小学生ハンドボール大会男子の部で第3位入賞
- 2015年（平成27年）4月1日 - 東校舎B校舎が完成
- 2017年（平成29年）1月14日 - 全国健康づくり推進学校優良校として表彰を受ける
- 2018年（平成30年）- 創立40周年記念事業
- 2019年（令和元年）8月5日 - 全国小学生ハンドボール大会女子の部で準優勝、男子の部で第3位入賞
- 2020年（令和2年）4月1日 - 特別支援学級（すみれ3・4組）開設

## 卒業後の進路
- 京田辺市立大住中学校

## 交通
- JR学研都市線 松井山手駅下車

## 校区が隣接している学校
- 京田辺市立桃園小学校
- 京田辺市立大住小学校
- 八幡市立美濃山小学校
- （大阪府）枚方市立菅原小学校
- （大阪府）枚方市立菅原東小学校
- 八幡市立有都小学校 （飛び地）